# Greenleaf (Idaho)
Greenleaf es una ciudad ubicada en el condado de Canyon en el estado estadounidense de Idaho. En el año 2010 tenía una población de 477 habitantes y una densidad poblacional de 445,26 personas por km².

## Geografía
Greenleaf se encuentra ubicado en las coordenadas 43°40′16″N 116°48′59″O / 43.67111, -116.81639. Según la Oficina del Censo, la localidad tiene un área total de 1,9 km² (0,7 mi²), de la cual 1,9 km² (0,7 mi²) es tierra y 0 km² (0 mi²) (0.0%) es agua.

## Demografía
En el 2000 la renta per cápita promedia del hogar era de $37,375, y el ingreso promedio para una familia era de $45,313. En 2000 los hombres tenían un ingreso per cápita de $26,538 contra $22,115 para las mujeres. El ingreso per cápita para la localidad era de $15,406. Alrededor del 13.3% de la población estaba bajo el umbral de pobreza nacional.